# 同定可能性
同定可能性（どうていかのうせい）は、法律においての名誉毀損の基準。

## 概要
インターネットで誹謗中傷が行われた場合に、その誹謗中傷を受けた対象が第三者から同定可能かということ。これには誹謗中傷が誰に対して行われているかが明らかで、同姓同名の別人を指している可能性も排除して特定できる必要がある。
誹謗中傷に対して法的措置を取り損害賠償を請求する場合には同定可能性が必要となる。名字を出して誹謗中傷が行われた場合に同じ名字の人はもう1人いたという事例があるのだが、この件では東京高等裁判所では書いたことをいろいろ読んでいけばこちらの人物であると認定されたということがある。
誹謗中傷が行われた場合には、名前＋住所や、名前＋職業や、名前＋会社名など、名前に被害を受けた者の属性を追加して検索することで、同姓同名が多そうな名前であっても同定可能性を補強することができる。